# Anaplecta cabimae
Anaplecta cabimae är en kackerlacksart som beskrevs av Morgan Hebard 1920. Anaplecta cabimae ingår i släktet Anaplecta och familjen småkackerlackor. Inga underarter finns listade i Catalogue of Life.